# Chengamanad
Chengamanad é uma vila no distrito de Ernakulam, no estado indiano de Kerala.

## Demografia
Segundo o censo de 2001, Chengamanad tinha uma população de 29 775 habitantes. Os indivíduos do sexo masculino constituem 49% da população e os do sexo feminino 51%. Chengamanad tem uma taxa de literacia de 80%, superior à média nacional de 59,5%; a literacia no sexo masculino é de 82% e no sexo feminino é de 78%. 11% da população está abaixo dos 6 anos de idade.